# خوسيه ماركوس غاراي
خوسيه ماركوس غاراي (بالإسبانية: José Marcos Garay)‏ هو لاعب كرة قدم مكسيكي، ولد في 10 يوليو 1977 في Tonalá ‏ في المكسيك. لعب مع نادي تيكوس.

## وصلات خارجية
- خوسيه ماركوس غاراي على موقع قاعدة بيانات كرة القدم.إي يو (الإنجليزية)
- خوسيه ماركوس غاراي على موقع Soccerway.com (الإنجليزية)